# 徐田龙子
徐田龙子（1991年1月11日—），山东烟台人，中国女子游泳运动员。
2008北京奥运会中国体育代表团成员，主攻仰泳。
注册单位是解放军游泳队，原输送单位是山东省游泳队，是解放军双计分运动员。

## 运动经历
- 2000年 山东省体育运动技术学院 教练姚颖
- 2002年 八一游泳队 教练姚颖
- 2005年 国家队 教练姚颖

## 主要成绩
- 2004年 全国游泳锦标赛 50米仰泳 第三名
- 2005年 独联体运动会
  - 50米、100米、200米仰泳 第一名
- 2006年 全国游泳冠军赛
  - 200米仰泳、4×100米混合接力 第二名
- 2006年 世界军人游泳锦标赛 100米仰泳 第一名
- 2006年 亚洲运动会 100米仰泳 第二名
- 2007年 世界游泳锦标赛 4×100混合泳接力 第三名
- 2007年 军人运动会 200米仰泳 第一名
- 2007年 全国游泳冠军赛暨奥运会达标赛
  - 100、200米仰泳 第二名
- 2008年 全国游泳冠军赛暨奥运会选拔赛 100米仰泳 第二名
- 2008年 奥林匹克运动会 4×100米混合泳接力 第三名